# Ariadne pagenstecheri
Ariadne pagenstecheri is een vlinder uit de familie Nymphalidae. De wetenschappelijke naam van de soort is voor het eerst geldig gepubliceerd in 1904 door Ernst Suffert.